# 로차 FC
로차 FC(Rocha F.C.)는 우루과이 로차주 로차를 연고로 하는 축구 클럽이다. 이 팀은 1999년에 창단되었다. 현재는 우루과이 프리메라 디비시온 아마추어에 참가하고 있다.

## 선수 명단

### 현역
참고: FIFA 자격 규정에 따라 소속된 국가대표팀 국기를 표시합니다. 선수는 복수의 FIFA 비회원국 국적을 가지고 있을 수 있습니다.
| 번호 | 포지션 | 국적     | 이름            |
| ---- | ------ | -------- | --------------- |
| -    | GK     | 우루과이 | 마르틴 바를로코 |
| -    | DF     | 우루과이 | 다리오 페레이라 |

| 번호 | 포지션 | 국적     | 이름            |
| ---- | ------ | -------- | --------------- |
| -    | FW     | 콜롬비아 | 에드윈 살라사르 |

### 역대
틀:우루과이 프리메라 디비시온 아마추어